# U-232 (submarino alemão)
Unterseeboot 232 foi um submarino alemão do Tipo VIIC, pertencente a Kriegsmarine que atuou durante a Segunda Guerra Mundial.

## Comandantes
| Comandante         | Data                                        |
| ------------------ | ------------------------------------------- |
| Kptlt. Ernst Ziehm | 28 de novembro de 1942 - 8 de julho de 1943 |

## Subordinação
Durante o seu tempo de serviço, esteve subordinado às seguintes flotilhas:
| Período                                      | Flotilha                                  |
| -------------------------------------------- | ----------------------------------------- |
| 28 de novembro de 1942 - 30 de abril de 1943 | 5. Unterseebootsflottille (treinamento)   |
| 1 de maio de 1943 - 8 de julho de 1943       | 9. Unterseebootsflottille (serviço ativo) |

## Operações conjuntas de ataque
O U-232 participou das seguinte operações de ataque combinado durante a sua carreira:
- Rudeltaktik Trutz (1 de junho de 1943 - 16 de junho de 1943)
- Rudeltaktik Trutz 2 (16 de junho de 1943 - 29 de junho de 1943)
- Rudeltaktik Geier 3 (30 de junho de 1943 - 8 de julho de 1943)